# Zoo Tycoon (videojuego de 2013)
Zoo Tycoon es un videojuego de simulación ecoómica desarrollado por Frontier Developments y publicado por Microsoft Studios. El juego fue lanzado el 22 de noviembre de 2013 para Xbox One y Xbox 360. También se lanzó para Microsoft Windows el 31 de octubre de 2017.

## Desarrollo
Zoo Tycoon se reveló en el E3 2013 en junio de 2013. La jugabilidad que se mostró incluía elementos similares a Zoo Tycoon 2, como una vista en primera persona, y nuevos elementos como alimentar a los animales en una vista en primera persona. También como su predecesor, el juego le permite al jugador cuidar a sus animales monitoreando su estado de ánimo, hambre y sed. El modo Tycoon, que se introdujo en el primer Zoo Tycoon, también ha regresado.

## Jugabilidad

### Xbox One
La versión de Xbox One presenta un modo de campaña de historia de 15 horas, el modo tradicional de forma libre (dinero infinito) y modos de desafío (tareas cortas que duran unos 15 minutos). Además, también hay eventos y desafíos en tiempo real que coinciden con eventos del mundo real. Microsoft donará a organizaciones benéficas de animales para completar eventos comunitarios, "Por ejemplo, los recientes asesinatos de rinocerontes en el parque de Nairobi: podríamos establecer un logro basado en la comunidad que pida a los jugadores que salven 10,000 rinocerontes y, cuando se desbloquee, el dinero se entregará al parque o una organización benéfica relacionada". Jonny Watts, director creativo de Frontier, explicó".
La versión de Xbox One presenta minijuegos basados en Kinect, una opción para compartir y cargar imágenes que tomas en Xbox One, compatible con Xbox Live Online de jugadores 1-4 y más de 100 animales en el juego.
La versión de Xbox One permite la navegación tradicional de Zoo Tycoon, así como un recorrido libre en 3D al estilo Disneyland Adventures, donde el avatar del jugador corre por el parque. Las interacciones con los animales son similares a Kinectimals en que incluyen alimentación, baño, etc. El jugador puede ver el estado de los animales presionando el botón X para ver si están felices y saludables, ver sus medidores de comida y agua, como así como calificaciones sociales y de aburrimiento.
La versión de Xbox One permite a los jugadores subir sus zoológicos a la nube y compartirlos. Hasta cuatro jugadores pueden trabajar en un zoológico determinado simultáneamente. Los amigos pueden continuar trabajando en el zoológico incluso cuando el propietario no está presente.

### Xbox 360
La versión Xbox 360 de Zoo Tycoon es casi idéntica a la versión Xbox One. Sin embargo, solo presenta 65 animales de los 101 que aparecen en la versión de Xbox One. Además, los gráficos de esta versión son inferiores a los de Xbox One. Esta versión también solo presenta un modo para un jugador.

## Recepción
Zoo Tycoon recibió críticas mixtas tras su lanzamiento. IGN le dio un 5.5/10, Official Xbox Magazine RU le dio al juego un 7/10, Polygon le dio al juego un 8/10, Hardcore Gamer le dio al juego un 3.5/5, Eurogamer le dio al juego un 8/10 mientras que Metro le dio al juego un 6/10 y VideoGamer.com le dio un 5/10. GameZone le dio a la versión de Xbox One un 6/10, afirmando que "Donde Zoo Tycoon toma atajos para atraer a un público más amplio, también lo aliena con menús demasiado engorrosos".